# Ээл
Тепловоз Ээл — советский серийный грузовой тепловоз с электропередачей постоянного тока с регулированием по каскадной схеме Вард-Леонарда в модификации швейцарского инженера-электротехника Бовери.

## История
В целях перевода советских железных дорог на тепловозную тягу, по результатам эксплуатации первых тепловозов было решено положить в основу серии локомотивов построенный в конце 1924 года по заказу Российской железнодорожной миссии в Германии образец ЭЭЛ2, (первоначально, до эмиграции Ю. Ломоносова, имел серию Юэл1) равный по мощности паровозу Э и имевший электрическую передачу постоянного тока.
После изготовления и испытания двух прототипов (ЭЭЛ5 в Германии и ЭЭЛ9 в СССР), в 1932 году был собран первый усовершенствованный тепловоз, серийное производство которого началось с 1934 года на Коломенском заводе (ведущие инженеры — Н. А. Добровольский, Б. С. Поздняков).
До снятия с производства было построено, включая опытные образцы, 46 тепловозов серии Ээл, которые, после предварительных испытаний и опытных поездок по Московско-Казанской железной дороге, направлялись в Ашхабад. Решение использовать тепловозы в Средней Азии было вызвано отсутствием там пригодной для заправки паровозных котлов воды и доступностью жидкого дизельного топлива. В процессе эксплуатации был выявлен ряд технических недостатков, в связи с чем конструкция элементов тепловоза постоянно дорабатывалась.
Так как НКПС по личному распоряжению Л. М. Кагановича с 1937 отказался от приема тепловозов в эксплуатацию, 18 машин, выпущенных в 1937—1941 годах, были оборудованы для применения в качестве передвижных дизель-электростанций.

В 1948 году Всесоюзный научно-исследовательский институт железнодорожного транспорта разработал проект модернизации отдельных узлов Ээл, что позволило продлить срок их службы.
Локомотивы, при правильной организации технического обслуживания, показали надёжность и соответствие техническим требованиям своего времени.
Последние тепловозы серии Ээл, использовавшиеся для поездной работы, были выведены из парка Ашхабадской железной дороги в середине 1960-х годов ввиду морального устаревания.

## Технические характеристики
- Осевая формула: 2—5О—1
- Длина: 15710мм
- Ширина: 3150мм
- Высота: 5056мм
- Конструкционный вес: 132 т
- Сцепной вес: 98 т
- Нагрузка на движущую ось: 19,6 т
- Дизель: MAN, 42БМК-6
- Мощность дизеля: 1150 л.с. при 450 об/мин
- Мощность главного генератора: 796 кВт
- Часовая мощность тяговых электродвигателей: 5 x 140 кВт
- Конструкционная скорость: 55 км/ч
- Сила тяги: 21000 кг при скорости до 10 км/ч